# Resolução 8K

Comparação entre os formatos.

A resolução de 8K (em inglês: Ultra Full HD, FUHD) é uma resolução de ultra-alta definição (UHD). "8K" refere-se ao horizontal resolução destes formatos, que todos são da ordem de 8 mil píxeis, formando as dimensões totais da imagem (7680 por 4320, sendo 33,2 megapixels na proporção 16:9). 8K é uma resolução de tela que podem, eventualmente, ser o sucessor da resolução 4K. 1080p é o atual modelo dominante HD, com fabricantes de TV empurrando para 4K para se tornar um novo modelo vigente. Ao contrário da maioria das resoluções altas, pode ser perfeitamente dividida em 2160p, 1080p e 720p.
A história dessa resolução remonta ao teste com êxito da emissora japonesa NHK, no Super Hi-Vision 4320p HDTV.
4320p é um nome alternativo, uma resolução usada em produtos UHDTV. O número 4320 representa 4,320 linhas verticais na resolução, enquanto a letra p indica para progressive scan ou não-entrelaçado. Em uma imagem progressiva, as linhas da resolução da imagem vão do topo da imagem até o final.
Ana Ikeda, do UOL Tecnologia chamou a resolução de "estupidamente nítida". O padrão anterior, a resolução 4K, também foi criticado. Em janeiro de 2016, foi anunciado o primeiro filme gravado com resolução 8K digital, a maior resolução disponível na época, depois da resolução 16K, do 70 mm.

## História
A emissora pública japonesa NHK começou a investigação e desenvolvimento do 8K a partir de 1995, tendo gasto mais de US$ 1 bilhão de dólares na resolução desde então. Com codinome de Super Hi-Vision, a NHK também foi simultaneamente trabalhando no desenvolvimento de 22,2 canal de som surround, apontando para a radiodifusão tradicional até o ano de 2032.
Transmissões experimentais de resolução foram testados em Londres nos Jogos Olímpicos de 2012 e no Festival de Cannes que exibiu publicamente "Beauties À La Carte", um curta-metragem de 27 minutos em uma tela de 220 polegadas. A primeira televisão 8K do mundo foi apresentado pela Sharp na Consumer Electronics Show (CES), em 2013.

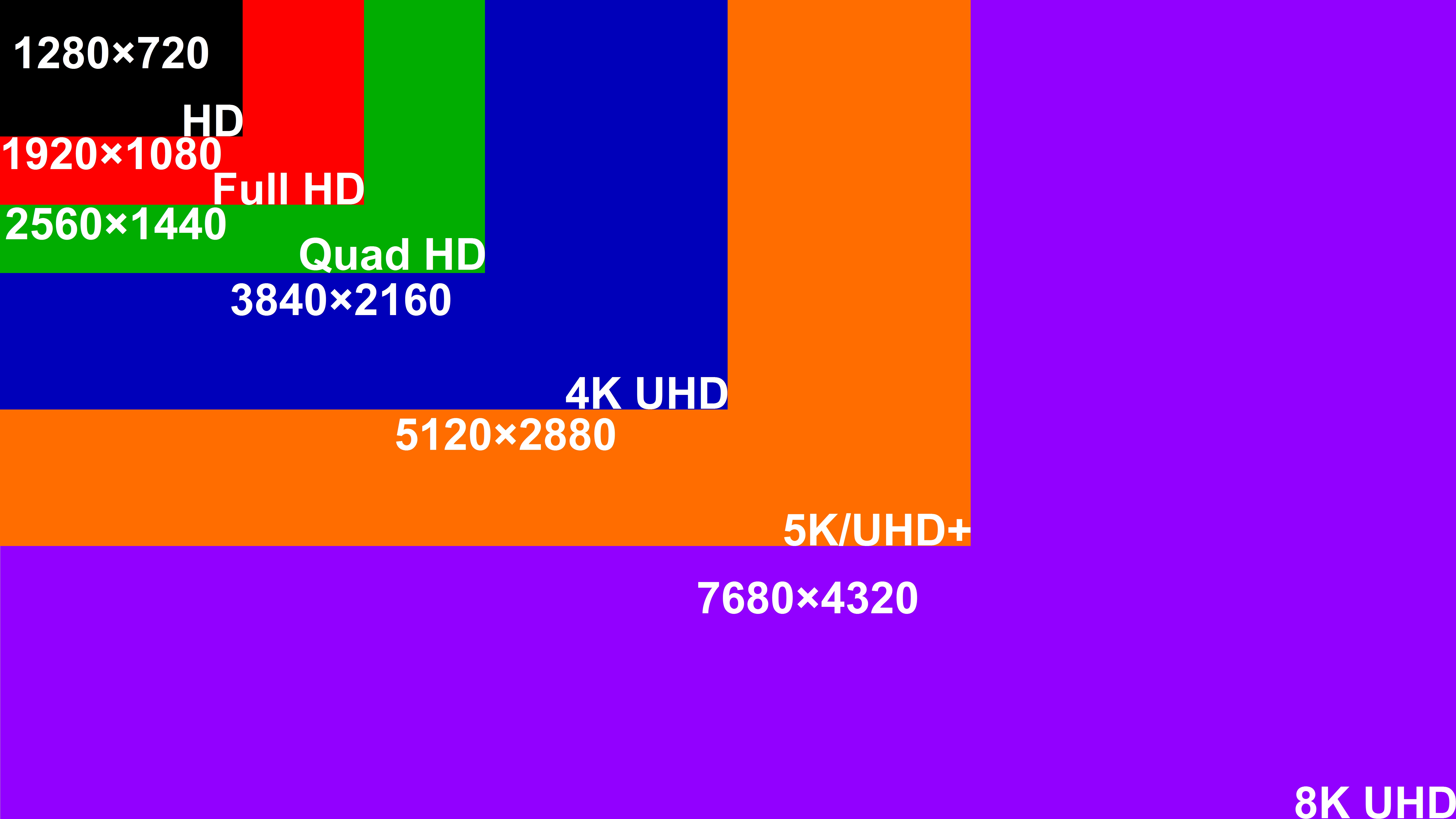
Aqui vemos exemplos comparativos do HD até o UHD 8K

Durante os Jogos do Rio de 2016, pela primeira vez no mundo houve uma transmissão terrestre ao vivo em Resolução 8K

## Primeiras câmeras 8K
O primeiro smartphone a portar um sensor de 1/1.2" capaz de capturar imagens com resolução 8K foi o Nokia 808 Pureview em fevereiro de 2012 com um sensor de 7728x5368. Porem, para conseguir um arquivo de video em 8K nativo, era necessário usar função time-lapse (com ajuste de no mínimo 5 segundos por fotografia), totalizando duas horas e meia (1800 fotos ~ 25GB) de captura para apenas 1 minuto de video 8K a 30 quadros por segundo.
Anunciada pela Astro Design em abril de 2013, somente a câmera digital AH-4800 tem a capacidade de gravar em 8K nativo (com ou sem sampleamento de imagem 4:4:4), foi produzida pela NHK, sendo a única empresa que criou uma câmera de radiofusão com um sensor de imagem de 8K.
Foi anunciado em 2012 que a Sony (CineAlta) e Red Digital Cinema Camera Company estavam trabalhando para trazer maiores sensores 8K em mais de suas câmeras nos próximos anos. Apesar do 8K não ser uma resolução padrão até potencialmente 2032, os principais cineastas estão "empurrando" câmeras 8K para ficarem melhores as filmagens 4K.
Através de um processo chamado de baixa amostragem, utilizando uma imagem maior 8K reduzida para 4K criando uma imagem mais nítida, com cores mais ricas (profundidade de cor) do que qualquer uma câmera 4K seria capaz de conseguir por conta própria com um sensor menor.

## Resolução
| 1080 × 4320 | (21:9)  | (4.7) megapixels  |
| 8192 × 4320 | ~(17:9) | (35.4) megapixels |
| 7680 × 4320 | (16:9)  | (33.2) megapixels |
| 8192 × 5120 | (16:10) | (41.9) megapixels |
| 8192 × 8192 | (1:1)   | (67.1) megapixels |

## Transmissão
Em 2013, a capacidade de um transmissão para realizar resolução HDTV foi limitada por velocidades de internet e contou com transmissão via satélite para transmitir as altas taxas de dados.
A demanda é esperada para impulsionar a adoção de standards de vídeo e colocar uma pressão significativa sobre as redes de comunicação físicos em um futuro próximo. 8K UHD tem quatro vezes a resolução horizontal e vertical do formato HDTV 1080p, com dezesseis vezes mais pixels em geral. Exemplo:
- Largura: 1920 × 4 = 7680
- Altura: 1080 × 4 = 4320

Em Portugal, foi a RTP 1 a adotar essa resolução pela primeira vez, no jogo amistoso da Grécia X Portugal no dia 31 de Maio de 2014.
No Brasil, a TV Globo adotou a resolução durante a emissão do primeiro capítulo de Pantanal no dia 28 de março de 2022, inaugurando a tecnologia no país.

## Produções
Uma restauração digital 8K/4K intermediária da película cinematográfica de Lawrence da Arábia foi feita para blu-ray e relançada nos cinemas ao longo de 2012 pela Sony Pictures para comemorar o 50 º aniversário do filme. De acordo com Grover Crisp, vice-presidente executivo de restauração da Sony Pictures, a nova varredura 8K tem resolução tão alta que, quando examinado, mostrou uma série de linhas concêntricas finas em um padrão de "uma reminiscência de uma impressão digital", perto do topo da estrutura. Isso foi causado pelo derretimento de emulsão do filme e rachaduras no calor do deserto durante a produção. A Sony teve que contratar terceiros para minimizar ou eliminar os artefatos ondulantes na nova versão restaurada.
Em 17 de maio de 2013, o Instituto Franklin lançou To Space And Back, em 8K × 8K, 60 fps, o vídeo 3D com execução de cerca de 25 minutos. Durante a sua primeira exibição no Fels Planetarium foi reproduzida em 4K, 60 fps.

## 8K fulldome
8K fulldome é uma resolução de 8192 × 8192 (67.1 megapixels), é a resolução da moderna projeção de alta-fidelidade para cinemas hemisféricos, muitas vezes visto em planetários. Projetores 8K fulldome, têm mais de 4 vezes a largura e mais de 7,5 vezes a altura da resolução 1080p, com 32 vezes mais pixels em geral.

## Finalidade prática
Uma vantagem de monitores de alta resolução, tais como o 8K é ter cada pixel indistinguível para o olho humano a partir de uma distância muito mais próxima. Em uma tela 8K com o tamanho de 52", este efeito seria alcançado em uma distância de 50,8 cm (20 polegadas) de distância da tela, e em um tela de 92", à 91,44 centímetros (3 pés) de distância.
Outra finalidade prática desta resolução é em combinação com uma técnica de cropping usado em edição de filmes. Isso permite que os cineastas filmem em alta resolução, como 8K, com uma lente grande, a uma distância mais longe de um assunto potencialmente perigoso, com a intenção de ampliar digitalmente na pós-produção, uma parte da imagem original para corresponder a uma de menor resolução, como o padrão da indústria atual de TVs de alta definição (1080p, 720p e 480p).